# Philippa Coulthard
Philippa Coulthard (Brisbane, 25 novembre 1992) è un'attrice australiana conosciuta per aver interpretato la parte di Jorjie Turner nella serie televisiva K9, spin-off della serie Doctor Who e Amber Mitchell in Alien Surf Girls (Lightning Point).

## Biografia
Philippa Coulthard ha studiato alla Hillbrook Anglican School di Brisbane, iniziando a recitare sul palcoscenico all'età di quattro anni, nel 1996, prendendo lezioni di danza alla Promenade Dance School.

## Filmografia

### Cinema
- Unfinished Sky, regia di Peter Duncan (2007)
- After the Dark, regia di John Huddles (2013)
- Now Add Honey, regia di Wayne Hope (2015)
- Annabelle 2: Creation (Annabelle: Creation), regia di David F. Sandberg (2017)

### Televisione
- K9 (K-9) – serie TV, 26 episodi (2009-2010)
- Bikie Wars: Brothers in Arms – serie TV, 2 episodi (2012)
- Alien Surf Girls (Lightning Point) – serie TV, 26 episodi (2012)
- Secrets & Lies – serie TV, 6 episodi (2014)
- The Catch – serie TV, 7 episodi (2017)
- Casa Howard (Howards End) – miniserie TV, 4 puntate (2017)